# Gunnar Steinn Jónsson
 (janvier 2013).
Si vous disposez d'ouvrages ou d'articles de référence ou si vous connaissez des sites web de qualité traitant du thème abordé ici, merci de compléter l'article en donnant les références utiles à sa vérifiabilité et en les liant à la section « Notes et références ».
Pour les articles homonymes, voir Jónsson.
Gunnar Steinn Jónsson, né le 4 mai 1987 à Akureyri, est un joueur de handball islandais évoluant au poste de demi-centre.
Après avoir évolué pendant deux saisons au HBC Nantes puis au VfL Gummersbach, il évolue à compter de 2016 pour le club suédois de l'IFK Kristianstad.
Avec l'équipe nationale d'Islande, il participe notamment au championnat d'Europe 2014, terminé à la 5e place, au Championnat du monde 2015 et au championnat du monde 2017.

## Palmarès

### En clubs
Compétitions internationales
- Finaliste de la Coupe de l'EHF (C3) en 2013

Compétitions nationales
- Finaliste de la Coupe de la Ligue en 2013
- Vainqueur du championnat de Suède (2) : 2017, 2018

### En équipe nationale
- 5e place au championnat d'Europe 2014,  Danemark
- 11e place au championnat du monde 2015,  Qatar
- 14e place au championnat du monde 2017,  France